# Языки народов Азии и Африки
«Языки́ наро́дов А́зии и А́фрики» (первоначальное название до 1964 года — «Языки зарубежного Востока и Африки») — научно-популярная книжная серия лингвистической тематики, выходящая в Москве уже более пятидесяти лет (с 1959 года). Начала выходить в Издательстве восточной литературы, в 1964 году преобразованном в Главную редакцию восточной литературы издательства «Наука», а в 1992 году — в издательство «Восточная литература».
Серия была основана известным учёным профессором Георгием Петровичем Сердюченко (1904—1965). Составляющие её очерки посвящены описанию современных языков Востока (и их диалектов), а также языков древности и средневековья. Краткие очерки ведущих лингвистов для многих читателей в СССР стали первым знакомством с многообразием живых и мёртвых языков Востока.
Всего в серии увидели свет 143 книги (5 изданы дважды: всего - 148 изданий). Некоторые книги в последующем переизданы (репринтным способом) за рамками рассматриваемой серии.
Формат: 60x90/16 (~145х217 мм); обложка бумажная.

## Серия «Языки зарубежного Востока и Африки». Под общей редакцией проф. Г. П. Сердюченко
Издательство восточной литературы (ИВЛ)

### 1959
- Юшманов Н. В. Амхарский язык. — [2-е изд. доп.]. — 50 с. — 1000 экз. (1-е издание вышло под загл.: Строй амхарского языка. — Л.: Ленинградский научно-исследовательский институт языкознания, тип. «Коминтерн», 1936. — 40 с.)

- Санжеев Г. Д. Современный монгольский язык. — 104 с. (Исправленное 2-е издание вышло в 1960)

### 1960
- Андронов М. С. Тамильский язык. — 74 с. — 1400 экз. (карт.).
- Вьетнамский язык / В. М. Солнцев, Ю. К. Лекомцев, Т. Т. Мхитарян, И. И. Глебова. Отв. ред. В. М. Солнцев. — 100 с. — 2000 экз.
- Дворянков Н. А. Язык пушту. — 99 с. — 1400 экз.
- Дмитриев Н. К. Турецкий язык. — 96 с.
- Дорофеева (Киселёва) Л. Н. Язык фарси-кабули. — 84 с. — 1100 экз.
- Зограф Г. А. Языки Индии, Пакистана, Цейлона и Непала / Академия наук СССР, Институт востоковедения. — 136 с. — 1800 экз.
- Иванов Вяч. Вс., Топоров В. Н. Санскрит. — 134 с. — 2300 экз.
- Катенина Т. Е. Язык хинди. — 102 с. — 1400 экз.
- Мазур Ю. Н. Корейский язык. — 118 с. — 1500 экз.
- Мячина Е. Н. Язык суахили. — 56 с. — 1300 экз.
- Наджип Э. Н. Современный уйгурский язык. — 133 с. — 1500 экз.
- Насилов В. М. Язык орхоно-енисейских памятников. — 88 с. — 1000 экз.
- Петруничева З. Н. Язык телугу. — 112 с. — 1200 экз.
- Рубинчик Ю. А. Современный персидский язык. — 140 с. — 2500 экз.
- Санжеев Г. Д. Современный монгольский язык. — Изд. 2-е, испр. — 104 с. — 1000 экз.
- Смирнова М. А. Язык хауса. — 82 с. — 1350 экз.
- Тесёлкин А. С., Алиева Н. Ф. Индонезийский язык. — 60 с. — 1500 экз.
- Тодаева Б. Х. Монгольские языки и диалекты Китая. — 137 с. — 1600 экз.
- Толстая Н. И. Язык панджаби. — 59 с. — 1200 экз.
- Фельдман Н. И. Японский язык / Академия наук СССР, Институт востоковедения. — 96 с. — 1800 экз.
- Фролова В. А. Белуджский язык. — 70 с. — 1250 экз.

### 1961
- Бабакаев В. Д. Ассамский язык. — 122 с. — 1400 экз.
- Горгониев Ю. А. Кхмерский язык / Академия наук СССР, Институт народов Азии. — 132 с. — 1400 экз.
- Китайский язык / Н. Н. Коротков, Ю. В. Рождественский, Г. П. Сердюченко, В. М. Солнцев. — 35 с. — 2500 экз.
- Коростовцев М. А. Египетский язык. — 104 с. — 1400 экз.
- Курдоев К. К. Курдский язык. — 81 с. — 1500 экз.
- Морев Л. Н., Плам Ю. Я., Фомичёва М. Ф. Тайский язык. — 150 с. — 1200 экз.
- Охотина Н. В. Язык зулу / Отв. ред. Д. А. Ольдерогге; Академия наук СССР, Институт народов Азии. — 72 с. — 1500 экз.
- Рерих Ю. Н. Тибетский язык / Ред. комис.: Н. А. Дворянков, А. М. Дьяков, Г. П. Сердюченко; Академия наук СССР, Институт народов Азии. — 152, [3] с. — 1600 экз.
- Сердюченко Г. П. Чжуанский язык / Академия наук СССР, Институт народов Азии. — 98, [2] с. — 1300 экз.
- Секхар Чандра, Глазов Ю. Я. Язык малаялам. — 96 с. — 1300 экз.
- Тесёлкин А. С. Яванский язык / Академия наук СССР, Институт народов Азии. — 75 с. — 1200 экз.
- Шарбатов Г. Ш. Современный арабский язык. — 112 с. — 3200 экз.
- Яковлева И. П. Язык ганда (луганда). — 62 с. — 1200 экз.

### 1962
- Андронов М. С. Язык каннада. — 68 с. — 1300 экз. (карт.).
- Дымшиц З. М. Язык урду. — 144 с. — 2500 экз.
- Соколов С. Н. Авестийский язык. — 124 с. — 900 экз.

### 1963
- Аракин В. Д. Мальгашский язык. — 64 с. — 1300 экз. (карт.).

- Бирманский язык / Маун Маун Ньун, И. А. Орлова, Е. В. Пузицкий, И. М. Тагунова. Отв. ред. В. М. Солнцев. Академия наук СССР, Институт народов Азии. — 124 с. — 1600 экз.

- Завадовский Ю. Н. Арабские диалекты Магриба. — 132 с. — 2800 экз.

- Иванов В. В. Хеттский язык. — 222 с. — 2100 экз.

- Катенина Т. Е. Язык маратхи. — 112 с. — 1500 экз.

- Насилов В. М. Древне-уйгурский язык. — 122 с. — 1700 экз.

- Оранский И. М. Иранские языки. — 204 с. — 3200 экз.

- Пашков Б. К. Маньчжурский язык. — 68 с. — 1600 экз.

- Тенишев Э. Р. Саларский язык. — 56 с. — 1700 экз. (карт.).

- Тесёлкин А. С. Древнеяванский язык (кави) / Академия наук СССР, Институт народов Азии. — 80 с. — 1200 экз.

- Шифман И. Ш. Финикийский язык. — 68 с. — 1200 экз.

- Яковлева В. К. Язык йоруба. — 154 с. — 1400 экз.

## Серия «Языки народов Азии и Африки». Под общей редакцией проф. Г. П. Сердюченко
Главная редакция восточной литературы издательства «Наука»
- Смена названия серии, ИВЛ преобразовано в ГРВЛ издательства «Наука».

### 1964
- Вентцель Т. В. Цыганский язык. (Севернорусский диалект). — 106 с. — 1900 экз. (карт.).
- Выхухолев В. В. Сингальский язык. — 76 с. — 1300 экз. (карт.).
- Еланская А. И. Коптский язык. — 125 с. — 1600 экз. (карт.).
- Карпушкин Б. М. Язык ория. — 120 с. — 1800 экз. (карт.).
- Липин Л. А. Аккадский язык. — 156 с. — 1700 экз. (карт.).
- Меликишвили Г. А. Урартский язык. — 74 с. — 1600 экз. (карт.).
- Санжеев Г. Д. Старописьменный монгольский язык. — 91 с. — 1200 экз. (карт.).
- Токарская В. П. Язык малинке (мандинго). — 61 с. — 1400 экз. (карт.).
- Церетели К. Г. Современный ассирийский язык. — 104 с. — 1500 экз. (карт.).

### 1965
- Андронов М. С. Дравидийские языки. — 124 с. — 1550 экз. (карт.).

- Аракин В. Д. Индонезийские языки. — 152 с. — 1600 экз. (карт.).

- Герценберг Л. Г. Хотаносакский язык. — 155 с. — 1150 экз. (карт.).

- Дьяконов И. М. Семито-хамитские языки. Опыт классификации. — 120 с. — 1600 экз. (карт.).

- Елизаренкова Т. Я., Топоров В. Н. Язык пали. — 248 с. — 1200 экз. (карт.).

- Ефимов В. А. Язык афганских хазара. Якаулангский диалект. — 98 с. — 1200 экз. (карт.).

- Королёв Н. И. Язык непали. — 154 с. — 1150 экз. (карт.).

- Павленко А. П. Сунданский язык. — 84 с. — 1100 экз. (карт.).

- Савельева Л. В. Язык гуджарати. — 72 с. — 1100 экз. (карт.).

- Сегерт С. Угаритский язык = Stanislav Segert, Die ugaritische Sprache / Пер. с нем. А. А. Звонова. — 103 с. — 1300 экз. (карт.).

- Эдельман Д. И. Дардские языки. — 203 с. — 1200 экз. (карт.).

- Юань Цзя-хуа. Диалекты китайского языка / Пер. с кит. А. В. Котова. Отв. ред. М. В. Софронов. — 56 с. — 1200 экз. (карт.).

- Яхонтов С. Е. Древнекитайский язык. — 116 с. — 1500 экз. (карт.).

### 1966
- Бауэр Г. М. Язык южноаравийской письменности. — 120 с. — 1700 экз. (карт.)

- Быкова Е. М. Бенгальский язык. — 142 с. — 1300 экз. (карт.).

- Егорова Р. П. Язык синдхи. — 112 с. — 1700 экз. (карт.).

- Крус М., Шкарбан Л. И. Тагальский язык. — 104 с. — 1200 экз. (карт.).

- Расторгуева В. С. Среднеперсидский язык. — 160 с. — 2000 экз. (карт.).

- Тенишев Э. Р., Тодаева Б. Х. Язык жёлтых уйгуров. — 84 с. — 1700 экз. (карт.).

## Серия «Языки народов Азии и Африки». Серия основана проф. Г. П. Сердюченко
- Смена подзаголовка серии в связи со смертью проф. Г. П. Сердюченко.

### 1967
- Завадовский Ю. Н. Берберский язык. — 80 с. — 1500 экз.

- Крупа В. Язык маори. — 80 с.

- Старинин В. П. Эфиопский язык. — 120 с.

- Шеворошкин В. В. Лидийский язык. — 72 с.

### 1968
- Кямилев С. Х. Марокканский диалект арабского языка. — 132 с. — 1700 экз.

- Пузицкий Е. В. Качинский язык: (Язык чжингпхо) / Отв. ред. Ю. Я. Плам; Академия наук СССР, Институт народов Азии. — 112 с. — 1500 экз.

### 1969
- Дунаевская И. М. Язык хеттских иероглифов. — 120 с.

- Миронов С. А. Язык африкаанс. — 152 с.

- Пахалина Т. Н. Памирские языки. — 164 с. — 1400 экз.

### 1970
- Климов Г. А., Эдельман Д. И. Язык бурушаски. — 116 с. — 1200 экз. (карт.).
- Парфионович Ю. М. Тибетский письменный язык / Отв. ред. Ю. Я. Плам; Академия наук СССР, Институт востоковедения. — 184 с. — 1600 экз.
- Смирнов Ю. А. Язык ленди. — 195 с.

### 1971
- Андронов М. С. Язык брауи. — 152 с. — 1300 экз. (карт.).

- Захарьин Б. А., Эдельман Д. И. Язык кашмири. — 140 с. — 1000 экз. (карт.).

- Титов Е. Г. Современный амхарский язык. — 158 с.

### 1972
- Морев Л. Н., Москалёв А. А., Плам Ю. Я. Лаосский язык. — 255 с. — 1100 экз.
- Сыромятников Н. А. Древнеяпонский язык. — 176 с.

### 1973
- Аракин В. Д. Самоанский язык. — 87 с. — 1200 экз.
- Крюков М. В. Язык иньских надписей / Отв. ред. В. М. Солнцев; Академия наук СССР, Институт востоковедения. — 134, [2] с. — 1000 экз.
- Топорова И. Н. Язык лингала. — 100 с.

### 1974
- Вильскер Л. Х. Самаритянский язык. — 96 с.

- Леонтьев А. А. Папуасские языки. — М.: Наука, 1974. — 116 с. — (Языки народов Азии и Африки). — 1200 экз.

- Насилов В. М. Язык тюркских памятников уйгурского письма XI—XV вв. — 101 с. — 1250 экз.

### 1975
- Крупа В. Полинезийские языки. — 142 с.

- Сирк Ю. Х. Бугийский язык. — 112 с.

- Фихман Б. С. Язык игбо. — 68 с.

### 1977
- Лебедев В. В. Поздний среднеарабский язык (XIII—XVIII вв.). — 91 с.

### 1978
- Вертоградова В. В. Пракриты. — 109 с.
- Морев Л. Н. Язык лы / Отв. ред. Ю. Я. Плам; Академия наук СССР, Институт востоковедения. — 98, [2] с. — 1100 экз.
- Москалёв А. А. Язык дуаньских яо (Язык ну). — 134 с.

### 1979
- Гузев В. Г. Староосманский язык. — 96 с.
- Дубнова Е. З. Язык руанда. — 109 с.
- Завадовский Ю. Н. Тунисский диалект арабского языка. — 106 с. — 1300 экз.
- Крупа В. Гавайский язык. — 76 с.
- Церетели К. Г. Сирийский язык. — 160 с. — 1250 экз.

### 1980
- Завадовский Ю. Н., Кацнельсон И. С. Мероитский язык. — 104 с. — 1000 экз.

### 1981
- Аракин В. Д. Таитянский язык. — 80 с. — 1000 экз. (карт.).

- Дьячков М. В. Язык крио. — 60 с.

- Дьячков М. В., Леонтьев А. А., Торсуева Е. И. Язык ток-писин (неомеланезийский). — 72 с.

- Завадовский Ю. Н. Мавританский диалект арабского языка : (Хассания). — 80 с. — 1100 экз.

- Исаев М. И. Язык эсперанто. — 88 с.

- Никифорова Л. А. Язык волоф. — 96 с.

### 1982
- Мишкуров Э. Н. Алжирский диалект арабского языка. — 131 с.

### 1983
- Морев Л. Н. Шанский язык. — 134 с.

- Сыромятников Н. А. Классический японский язык / Отв. ред. И. Ф. Вардуль. — 152 с.

### 1985
- Киселёва Л. Н. Язык дари Афганистана. — 126 с. — 2000 экз.

- Юсупова З. А. Сулейманийский диалект курдского языка / Отв. ред. К. К. Курдоев. — 144 с.

### 1986
- Завадовский Ю. Н, Смагина Е. Б. Нубийский язык. — 92, [1] с. — 900 экз.
- Коваль А. И., Зубко Г. В. Язык фула. — 140, [1] с.

### 1987
- Алексахин А. Н. Диалект хакка (китайский язык) / Отв. ред. В. М. Солнцев; Академия наук СССР, Ордена Трудового Красного Знамени Институт востоковедения. — 88 с. — 1600 экз.
- Выдрин В. Ф. Язык лоома. — 121 с.
- Дьячков М. В. Креольские языки. — 106, [2] с.
- Елизаренкова Т. Я. Ведийский язык. — 179, [2] с. — 2000 экз. (карт.).
- Зарбалиев Х. М. Язык минангкабау. — 80 с.
- Янкивер С. Б. Гуанчжоуский (кантонский) диалект китайского языка / Отв. ред. Н. В. Солнцева; Академия наук СССР, Ордена Трудового Красного Знамени Институт востоковедения. — 107, [1] с. — 1350 экз.

### 1988
- Морев Л. Н. Язык сэк / Академия наук СССР, Ордена Трудового Красного Знамени Институт востоковедения. — 104 с. — 700 экз.

### 1989
- Королёв Н. И. Неварский язык. — 130, [2] с. — 1000 экз. — ISBN 5-02-016417-8. (карт.).

### 1990
- Айхенвальд А. Ю. Современный иврит. — 146, [1] с. — 9700 экз. — ISBN 5-02-016409-7.

- Дубнова Е. З. Современный сомалийский язык. — 116 с.

## Издательская фирма «Восточная литература» РАН

### 1993
- Андронов М. С. Язык малаялам. — 200, [2] с. — 360 экз. — ISBN 5-02-017061-5. (http://www.nlr.ru/e-case3/sc2.php/web_gak/lc/5000/31#pict [карт.]).

### 1996
- Яхонтова Н. С. Ойратский литературный язык XVII века / Отв. ред. В. М. Алпатов. — 152 с. — 600 экз. — ISBN 5-02-017059-3.

### 1999
- Иоаннесян Ю. А. Гератский диалект языка дари современного Афганистана / Отв. ред. В. В. Кушев. — 240 с. — 400 экз. — ISBN 5-02-017775-X.
- Благонравова Ю. Л. Язык хайнаньских ли. — 1999. — 141 с. — 200 экз. — ISBN 5-89282-144-7.

### 2000
- Юсупова З. А. Курдский диалект аврамани (по материалам «Дивана» Саиди). — 152 с. — ISBN 5-02-018157-9.

### 2002
- Вертоградова В. В. Пракриты / Отв. ред. Т. Я. Елизаренкова. — 2-е изд. — 104 с. — ISBN 5-02-018353-9.

- Сыромятников Н. А. Древнеяпонский язык. — 2-е изд. — 176 с. — 1000 экз. — ISBN 5-02-018344-X.

- Сыромятников Н. А. Классический японский язык / Отв. ред. И. Ф. Вардуль. — 2-е изд. — 152 с. — 1000 экз. — ISBN 5-02-018343-1.

### 2003
- Елизаренкова Т. Я., Топоров В. Н. Язык пали. — 2-е изд. — 244 с. — 500 экз. — ISBN 5-02-018393-8.

### 2019
- Фризен В. Сантальский язык 1-е изд. - 88 с. - 150 экз. - ISBN 978-5-02-036463-9